# Ibornia bicolor
Ibornia bicolor là một loài tò vò trong họ Ichneumonidae.